# Abraham Halpern
Abraham Halpern, cyrilicí Абрахам Гальперн (1818 Stanislavov – 1. dubna 1883 Stanislavov), byl rakouský podnikatel a politik židovského původu z Haliče, během revolučního roku 1848 poslanec Říšského sněmu.

## Biografie
Pocházel z vlivné a početné židovské rodiny ze Stanislavova. Jeho otec Joel Halpern byl známým podnikatelem a veřejně činnou osobnosti. Abraham vedl velkou obchodní firmu. Působil i jako mecenáš a přispíval na dobročinnost ve prospěch chudých. Požíval respektu u židů i křesťanů ve Stanislavově. Měl monopol na prodej soli v Haliči a zřídil i vlastní banku. Roku 1849 se uvádí jako Abraham Halpern, velkoobchodník ve Stanislavově.
Během revolučního roku 1848 se zapojil do veřejného dění. Založil židovskou sekci Národní rady ve Stanislavově. Ve volbách roku 1848 byl zvolen i na ústavodárný Říšský sněm. Zastupoval volební obvod Stanislavov. Tehdy se uváděl coby velkoobchodník. Na mandát rezignoval v prosinci 1848.
V roce 1877 se Abraham Halpern uvádí i jako předseda židovské náboženské obce ve Stanislavově. Tuto funkci zastával po řadu let. Zemřel v dubnu 1883. Byl tehdy označován za nejbohatšího žida ve východní Haliči.